# Nomada nesiotica
Nomada nesiotica là một loài Hymenoptera trong họ Apidae. Loài này được Mavromoustakis mô tả khoa học năm 1958.